# Niphella pulchra
Niphella pulchra är en insektsart som beskrevs av Bolívar, I. 1900. Niphella pulchra ingår i släktet Niphella och familjen vårtbitare. Inga underarter finns listade i Catalogue of Life.